# Ninni
Ninni – gatunek ludowej tureckiej kołysanki o określonej konstrukcji.
Ninni składają się z czterowersowych strof, każdy wers ma osiem zgłosek oraz rytm sylabiczny. Występują rymy aaab, cccb, dddb itd., przy czym ostatni wiersz strofy kończy się tym samym słowem, tzw. redifem. Istnieją odstępstwa od tej budowy, np. ninni 5-wersowe, o układzie rymów aaabb, cccdd itd.
Kołysanki te poruszają przeważnie tematykę patriotyczną lub mają zabarwienie humorystyczne. Ich autorzy pozostają najczęściej anonimowi. Jako pierwszy utwory te zebrał i wydał w 1925 węgierski orientalista Ignác Kúnos w publikacji Les Berceuses turques. Ninni, poprzedzając zbiór wstępem napisanym po turecku. Jednakże nie wszystkie zebrane przez niego utwory spełniają reguły tego gatunku.